# Ammilot
Ammilot är en ö i Finland. Den ligger i Skärgårdshavet och i kommunen Pargas i den ekonomiska regionen  Åboland i landskapet Egentliga Finland, i den sydvästra delen av landet. Ön ligger omkring 39 kilometer sydväst om Åbo och omkring 180 kilometer väster om Helsingfors.
Öns area är 2 hektar och dess största längd är 280 meter i öst-västlig riktning. Ön höjer sig omkring 20 meter över havsytan. I omgivningarna runt Ammilot växer i huvudsak barrskog.